# 鳥栖市立麓小学校
鳥栖市立麓小学校（とすしりつ ふもとしょうがっこう）は、佐賀県鳥栖市山浦町にある公立小学校。

## 概要
歴史
1875年（明治8年）創立。数回の改組・改称を経て、現校名になったのは、1954年（昭和29年）。2020年（令和2年）に創立145周年を迎えた。
校章
校名の「麓」の文字がそのまま校章となっている。
校歌
作詞は陶山聡、作曲は名倉晰による。歌詞は3番まであり、1番の歌詞中に校名の「ふもと」が登場する。
教育活動
鳥栖市立鳥栖西中学校と連携型小中一貫教育を行っている。
通学区域
鳥栖市の後に「蔵上町（行政区が布津原町の地域を除く）、蔵上養父町（28番地1～62番地8、467番地1～505番地を除く）、立石町（字桟敷1番地～96番地のうちJR九州長崎本線の南側を除く）山浦町、原古賀町、平田町、牛原町（529～562番地を除く）山都町、桜ヶ丘町」が続く地域。中学校区は鳥栖市立鳥栖西中学校。

## 沿革
- 1875年（明治8年）3月 - 以下の3校が開校。
  - 「養明小学校」（宿・養父・蔵上・牛原）
  - 「立石小学校」（立石・平田）
  - 「山浦小学校」（山浦・原古賀）
- 1876年（明治9年）
  - 3月 - 立石小学校と山浦小学校を統合し、「立石小学校」と改称。乗目に校舎を設置。
  - 4月 - 養明小学校を「宿牛原小学校」と改称。
- 1877年（明治10年）3月 - 宿牛原小学校を「養父小学校」と改称の上、校舎を養父に設置。
- 1881年（明治14年）4月 - 統合により、「観光小学校 養父分校・立石分校」となる。
- 1886年（明治19年）10月 - 小学校令施行により、「養父郡第一番区尋常観光小学校 養父分校・立石分校」に改称。
- 1889年（明治22年）4月1日 - 町村制施行により、養父郡 4村（宿・立石・山浦・牛原）が合併し、麓村が発足。
- 1892年（明治25年）
  - 3月 - 養父分校と立石分校を統合の上、「麓尋常小学校」（4年制）と改称。新校舎完成までの間、旧来の2校舎は存続。
  - 4月 - 轟木・旭・麓三ヶ村組合立 精（しらげ）高等小学校（4年制）が創立。
- 1893年（明治26年）3月 - 現在地に木造校舎が完成し、移転を完了。
- 1896年（明治29年）4月1日 - 基肄郡・養父郡・三根郡が合併し、三養基郡が発足。
- 1901年（明治34年）5月 - 教室を増築。運動場を拡張。
- 1908年（明治41年）4月 - 改正小学校令により、尋常科（義務教育年限）が4年制から6年制に変更となる。尋常科5年を新設。
- 1909年（明治42年）4月 - 三ヶ村組合立精高等小学校の廃止により、高等科を併置の上、「麓尋常高等小学校」と改称。尋常科6年を新設。
- 1910年（明治43年）4月 - 教室を増築。
- 1913年（大正2年）1月 - 校舎を増築。
- 1928年（昭和3年）2月 - 講堂・教室・廊下等を改築。
- 1933年（昭和8年）2月 - 特別教室を改築。旧校舎を解体し、運動場を拡張。
- 1937年（昭和12年）9月 - 資料室を増築。
- 1941年（昭和16年）
  - 4月1日 - 国民学校令施行により、「麓村国民学校」に改称。尋常科を初等科に改める。
  - 9月 - 運動場拡張のため、西側の松林を開墾。
- 1947年（昭和22年）
  - 4月1日 - 学制改革が行われる。
    - 麓村国民学校初等科は、新制小学校「麓村立麓小学校」（6年制）に改組・改称。
    - 麓村国民学校高等科は青年学校普通科とともに、新制中学校「麓村立麓中学校」（3年制）に改組され、小学校に併置される。

  - 12月 - PTAが発足。
- 1954年（昭和29年）4月1日 - 町村合併・市制施行により、「鳥栖市立麓小学校」（現校名）に改称。
- 1955年（昭和30年）3月 - 校舎の増改築を完了。
- 1959年（昭和34年）9月 - 給食を開始。
- 1960年（昭和35年）8月 - 陸上自衛隊により、運動場を整地。
- 1962年（昭和37年）8月 - プールが完成。
- 1965年（昭和40年）3月 - 第一棟危険校舎の3教室を改築し、運動場を拡張。
- 1968年（昭和43年）3月 - 鳥栖市立鳥栖西中学校新設のために、併設の鳥栖市立麓中学校が閉校[2]。ただし、統合校舎が完成するまでの間、「鳥栖西中学校　北校舎」として存続。
- 1970年（昭和45年）4月 - 特殊学級を設置。
  - 鳥栖西中学校新校舎の完成・移転により、北校舎（旧・麓中学校の校地・校舎）が廃止の上、小学校に移管される。
- 1971年（昭和46年）2月 - 麓地区公民館（旧・麓村役場）の解体移転に伴い、その跡地が小学校に移管される。
- 1975年（昭和50年）3月 - 旧・麓中学校校舎の一部を解体の上、跡地に体育館が完成。
- 1976年（昭和51年）2月 - 開校100周年記念式典を挙行。
- 1978年（昭和53年）
  - 6月 - 第二棟給食室天井付近から出火。
  - 12月 - 給食室が完成（復旧）。
- 1979年（昭和54年）8月 - 鉄筋コンクリート造3階建て校舎（第一期工事、10教室・管理室）が完成。
- 1980年（昭和55年）3月 - 鉄筋コンクリート造3階建て校舎（第二期工事、4教室・児童会室・会議室・教材室）が完成。
- 1981年（昭和56年）
  - 1月 - 鉄筋コンクリート造2階建て北校舎（第三期工事、6教室）が完成。
  - 3月 - 運動場を拡張。
- 1982年（昭和57年）1月 - 鉄筋コンクリート造2階建て校舎（第四期工事、2教室）が完成。
- 1983年（昭和58年）3月 - 特殊学級を廃止。
- 1987年（昭和62年）10月 - 木造校舎を解体。
- 1988年（昭和63年）3月 - 特別教室が完成。
- 1991年（平成3年）10月 - パソコンを設置。
- 1992年（平成4年）8月 - 給食食器が陶器製に変更となる。
- 1994年（平成6年）
  - 4月 - 特殊学級を設置（再）。
  - 11月 - なかよし会（放課後児童クラブ）、給食室南側に新築される。
- 1995年（平成7年）9月 - 新プールが完成。
- 2010年（平成22年）
  - 1月 - 体育館の大規模改造が完了。
  - 9月 - 南校舎の大規模改築工事が完了。
- 2011年（平成23年）9月 - 北校舎の大規模改築工事が完了。

## 交通
最寄りの鉄道駅
- JR九州
  - 長崎本線 「肥前麓駅」
  - 九州新幹線・長崎本線「新鳥栖駅」

最寄りの幹線道路
- 佐賀県道31号佐賀川久保鳥栖線

## 周辺
- 山浦町公民館
- 古賀医院
- 鳥栖麓郵便局
- 新鳥栖どうぶつ病院